# Coves de l'Elefanta
Les Coves d'Elefanta se situen a l'illa d'Elefanta, en el port de Bombai, districte de Kolaba, estat Maharashtra, Índia. Es tracta d'un complex de temples ocupa una àrea de 5.600 m² que consisteixen en una càmera principal, dues càmeres laterals, patis i santuaris secundaris. Aquestes coves contenen relleus, escultures i un temple en honor de Xiva.
Es creu que les coves van ser construïdes entre els anys 810 i 1260. Al segle XVI els portuguesos van danyar greument les estàtues, usant-les per practicar tir al blanc.

## Patrimoni de la Humanitat
Van ser declarades com a Patrimoni de la Humanitat per la Unesco l'any 1987.
Situada en una illa de la mar d'Oman, davant de la costa de Bombai, la "ciutat de les coves" és un conjunt monumental rupestre característic del culte a Xiva. L'art indi ha aconseguit aquí una de les seves expressions més perfectes, sobretot en els gegantins alts relleus que ornen la cova principal.

## Disposició

Plànol del complex excavat

Descripció: 
| Principal 1. Ravana lifting Kailash 2. Shiva-Parvati on Kailash 3. Ardhanarishvara 4. Trimurti 5. Gangadhara 6. Wedding of Shiva 7. Shiva slaying Andhaka 8. Nataraja 9. Yogishvara 16. Linga | Santuari de l'Est 10. Kartikeya 11. Matrikas 12. Ganesha 13. Dvarapala | Santuari de l'Oest 14. Yogishvara 15. Nataraja |  |

## Cova principal
La cova principal, també anomenada cova de Xiva, és una sala de columnes (Mandapa) de quaranta metres de distància. Conté el garbha-griha i l'altar lingam. Va ser excavat directament a la roca. Originalment, totes les coves també eren pintades, però ara només en queden rastres de les pintures.

## Galeria d'imatges

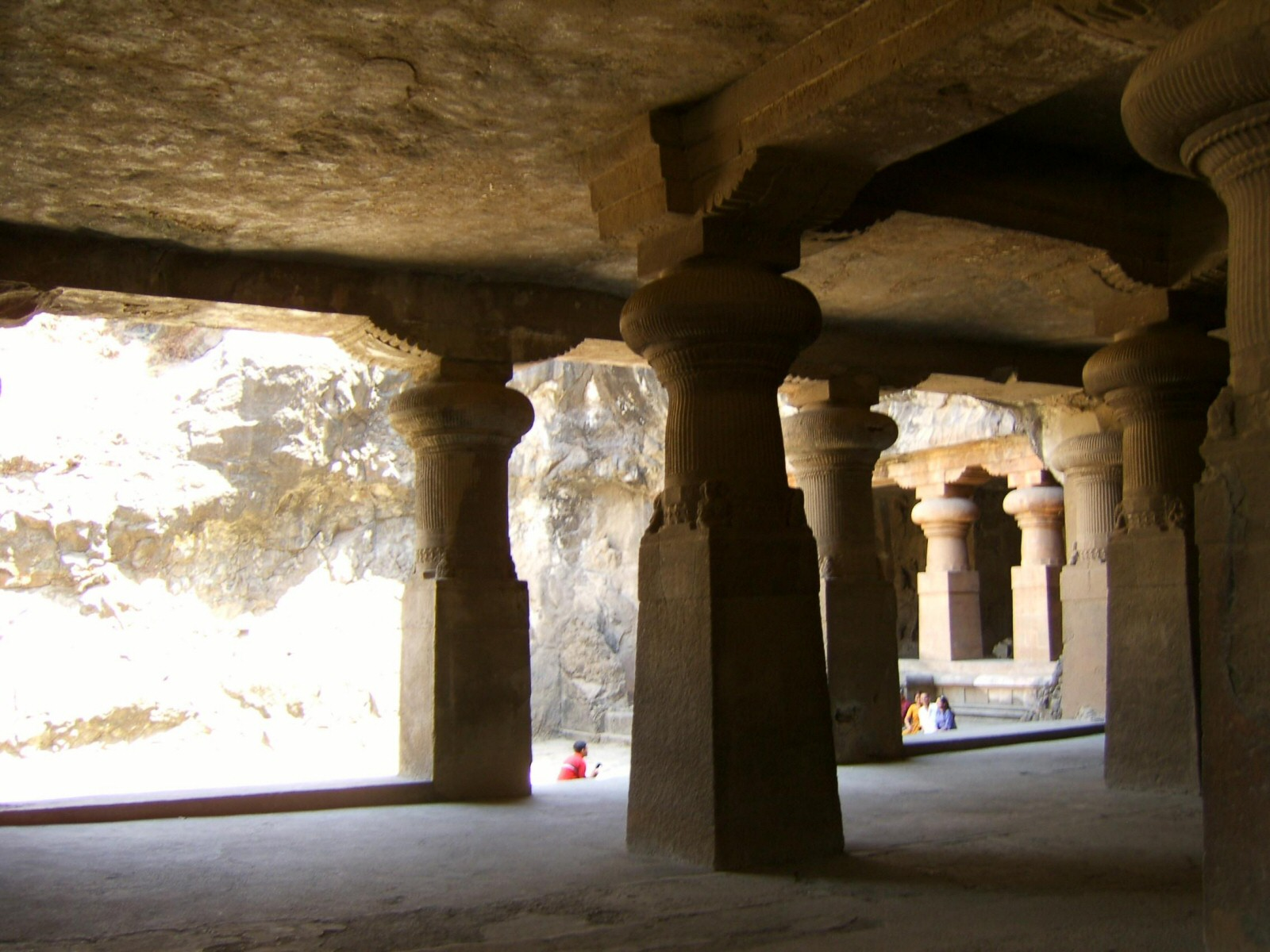
El gran vestíbul de la Gruta nº1.
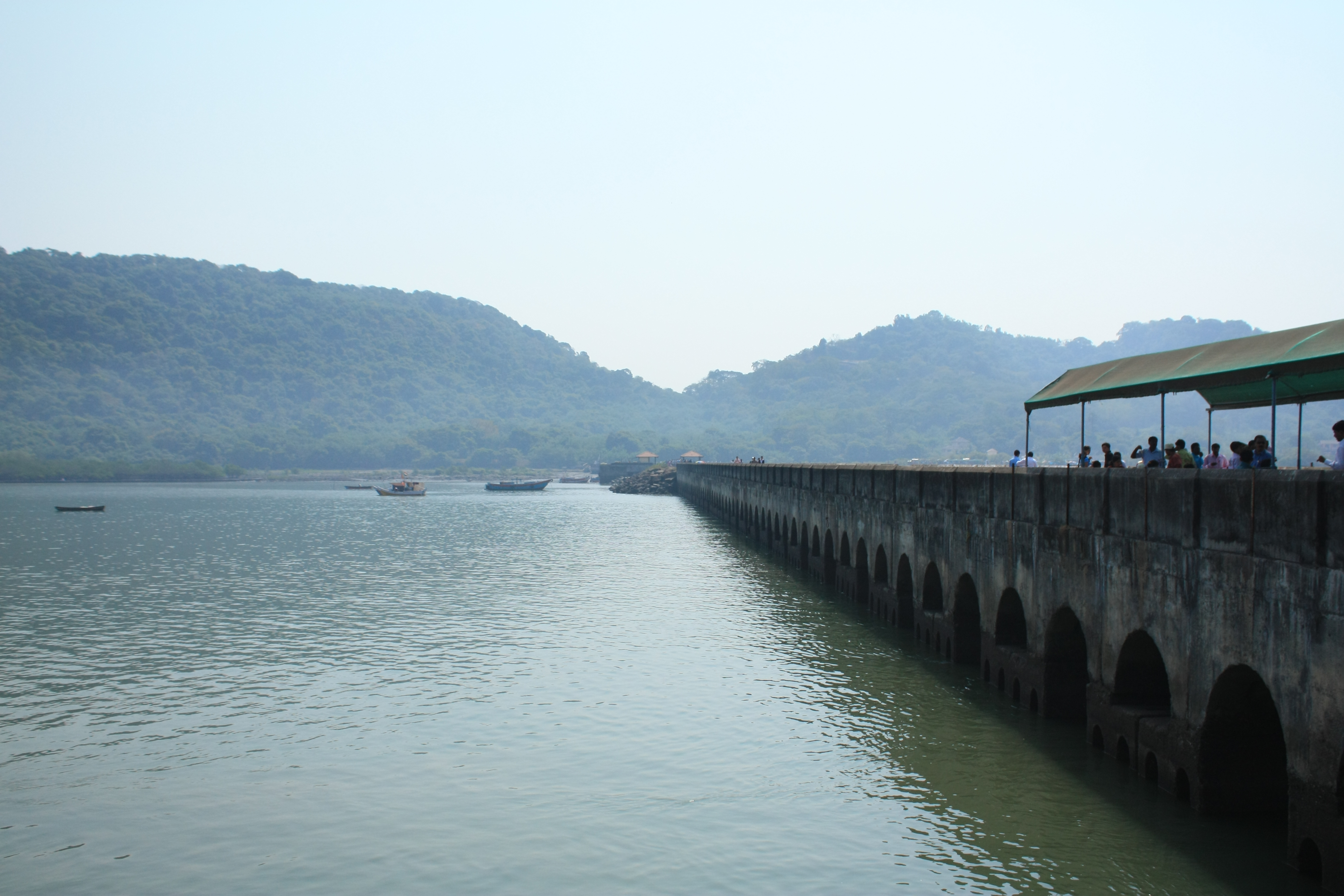
Elephanta Adası
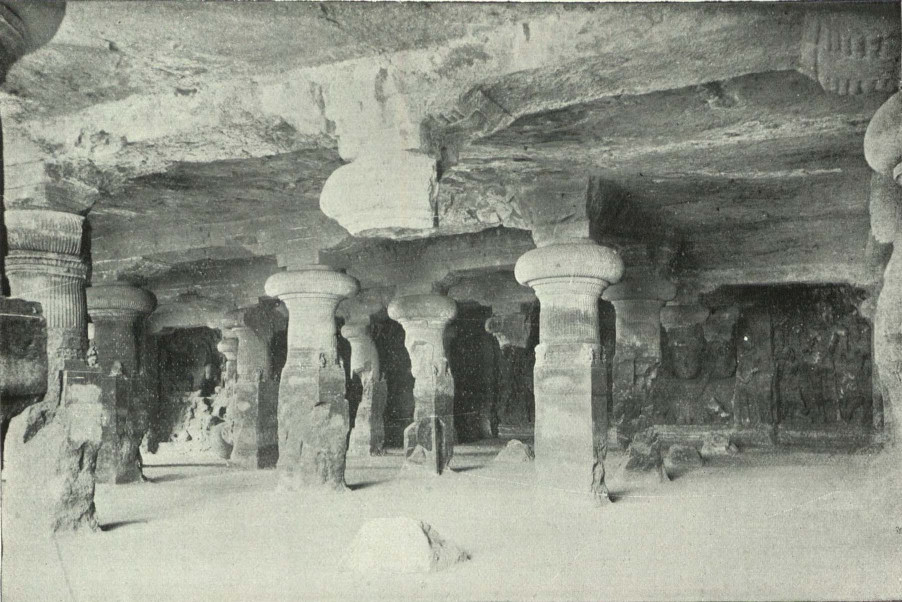
Cova de l'Elephanta Mağaraları, 1905
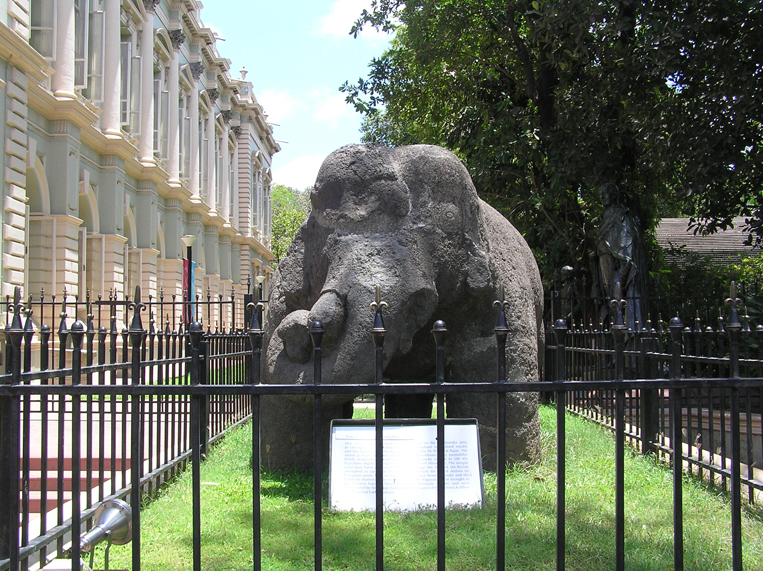
Estàtua d'un elefant treta de la cova
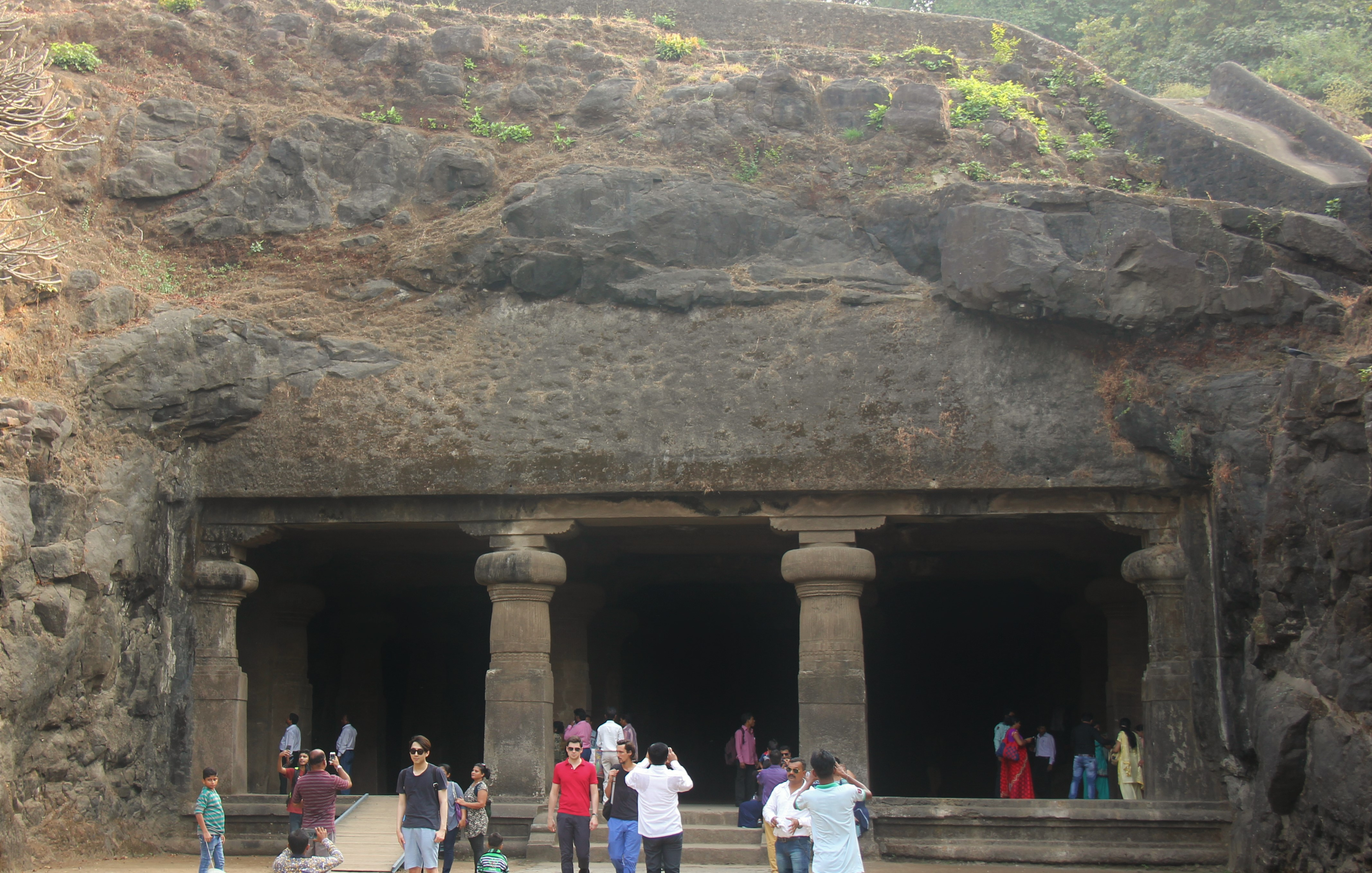
Cova de Shiva
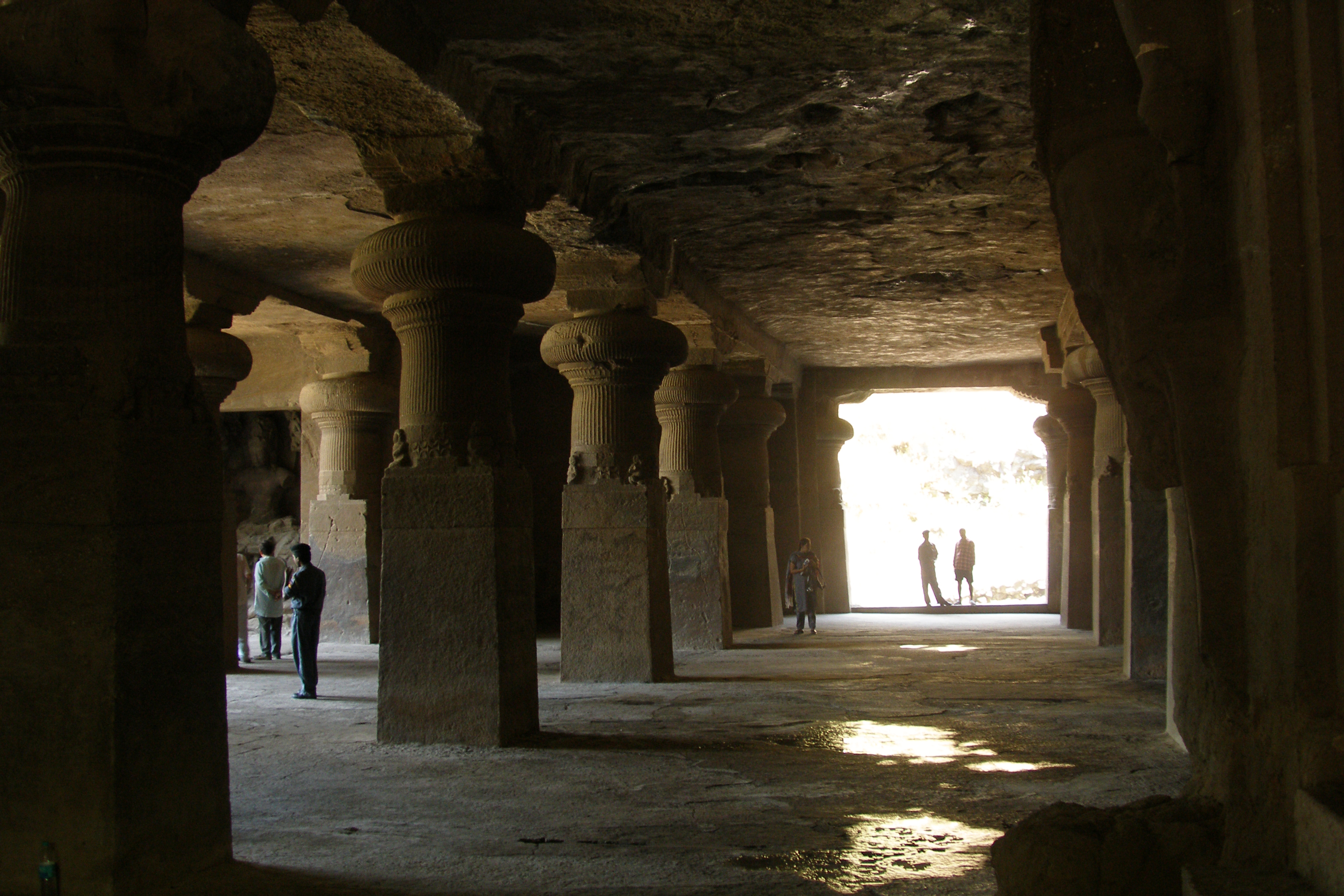
Columnes a l'entrada principal
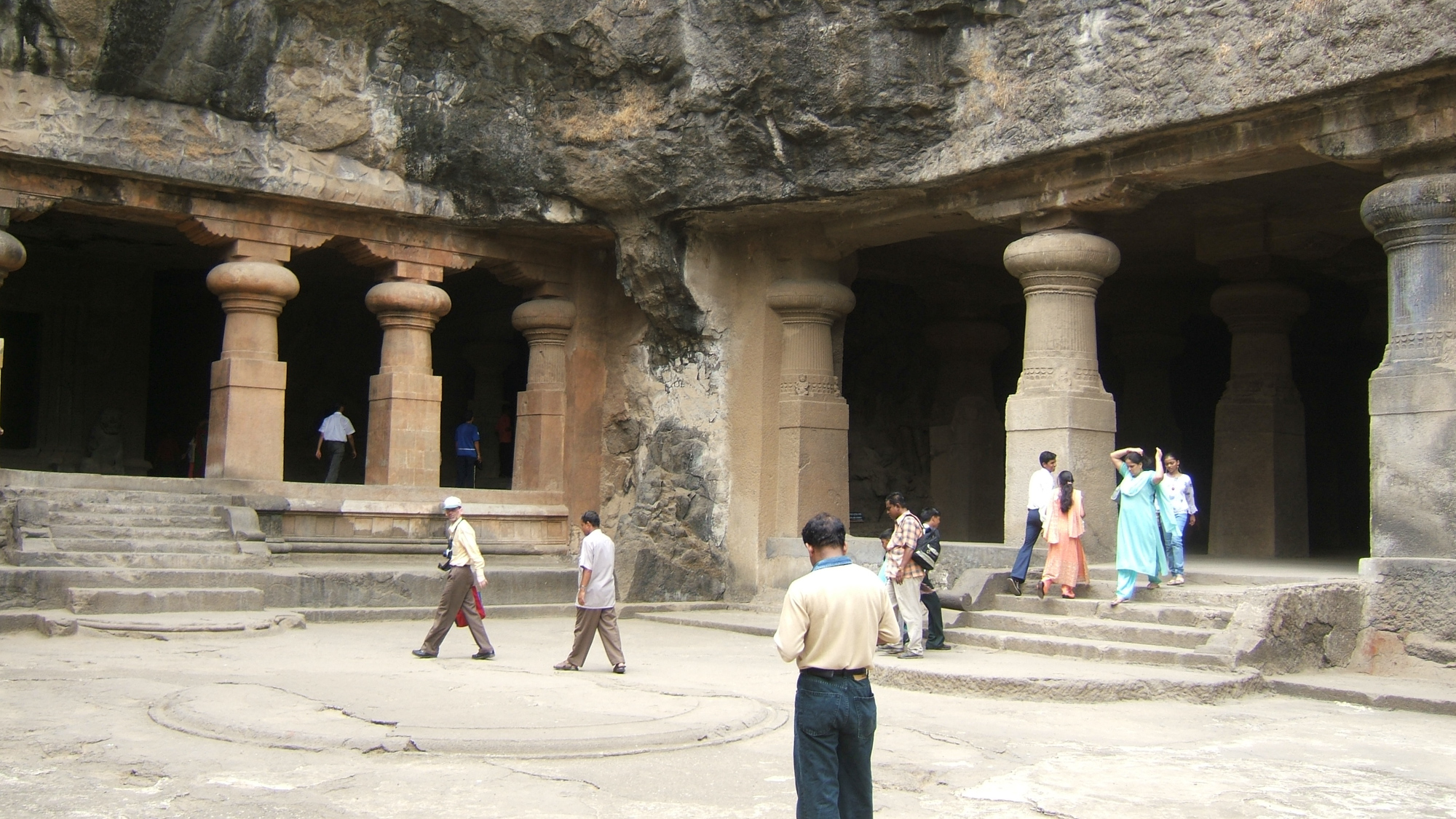
Entrada oriental de la cova
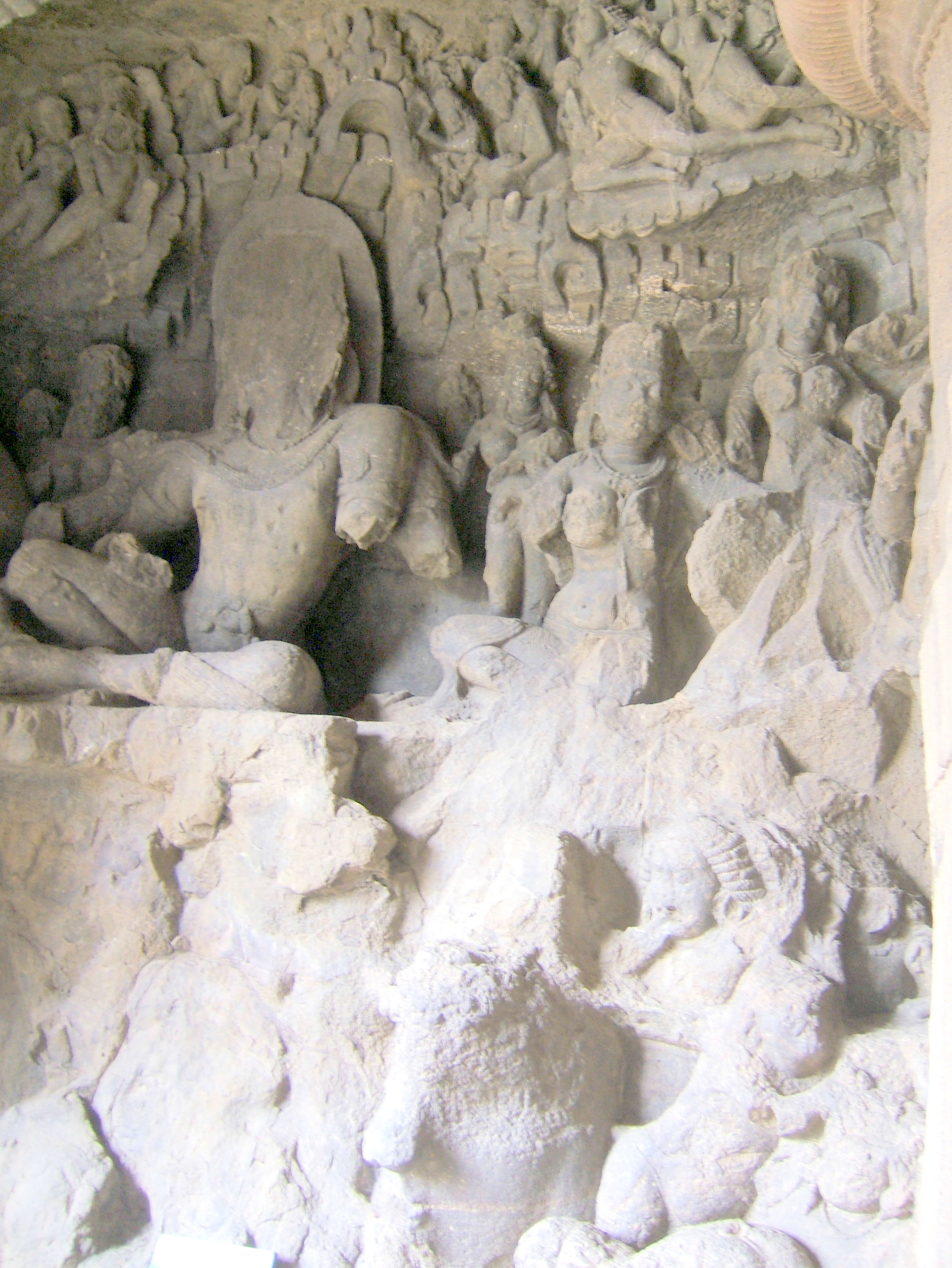
Şhiva i Parvati
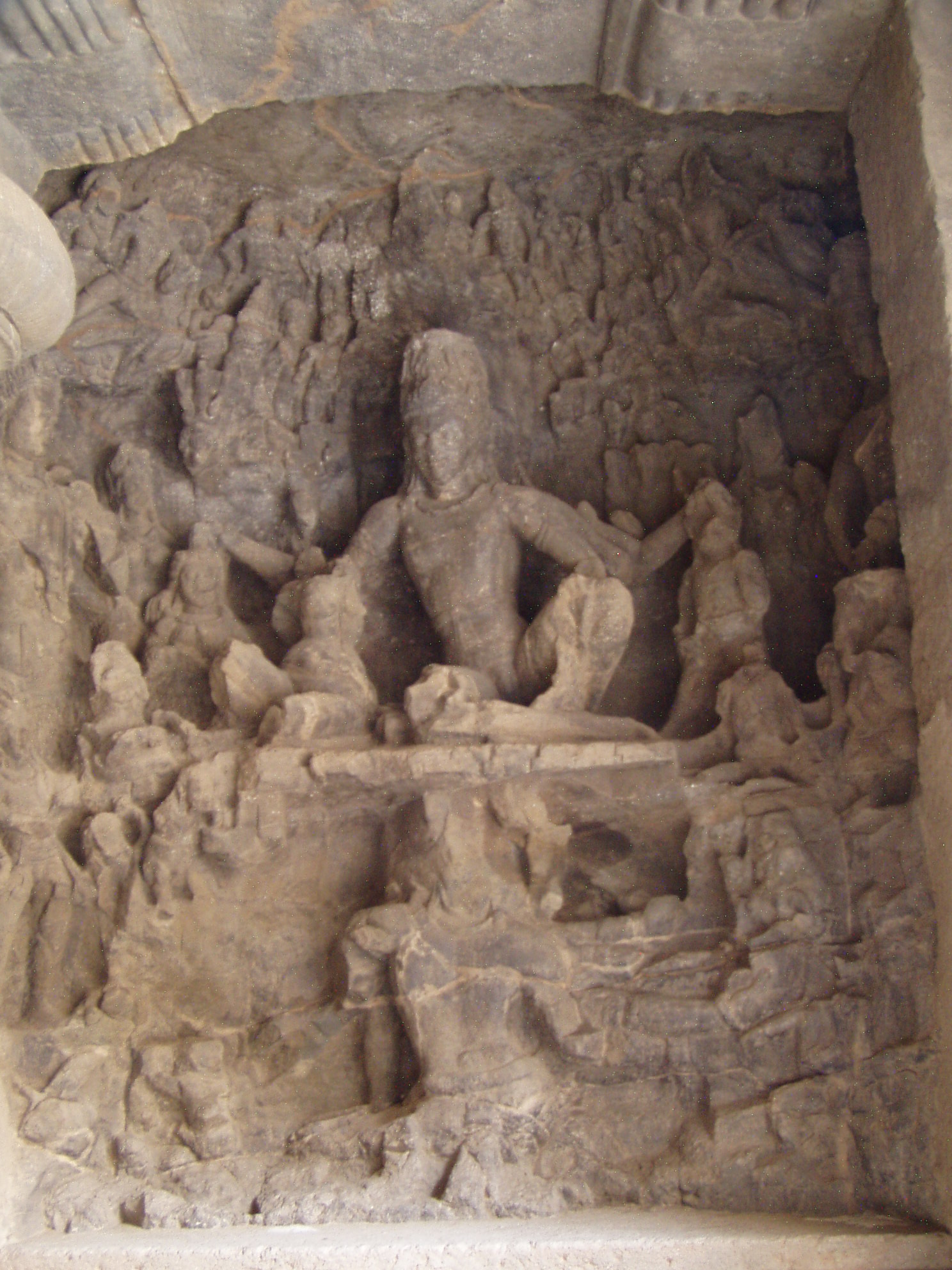
Ravana
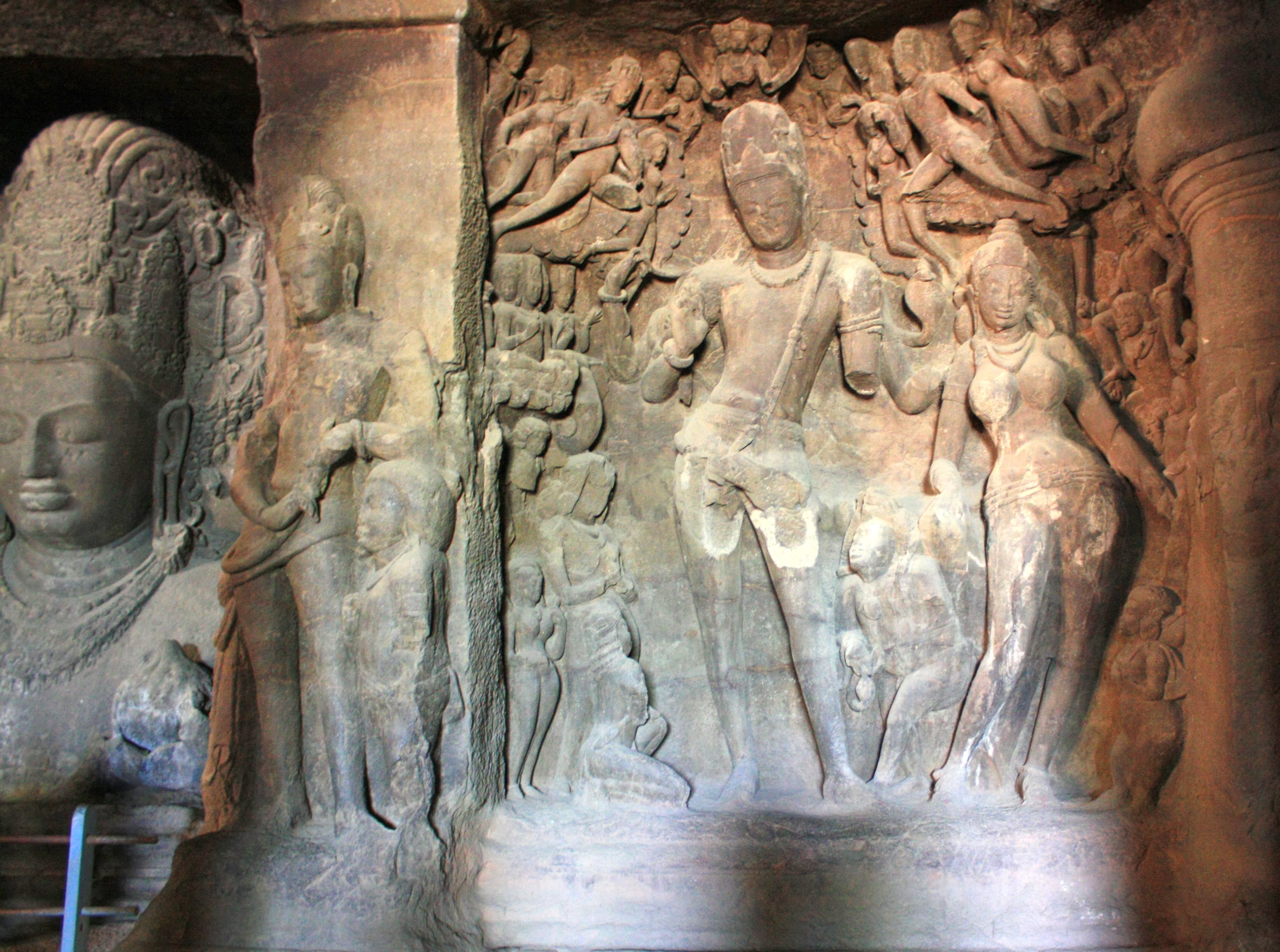
Escultures a les coves
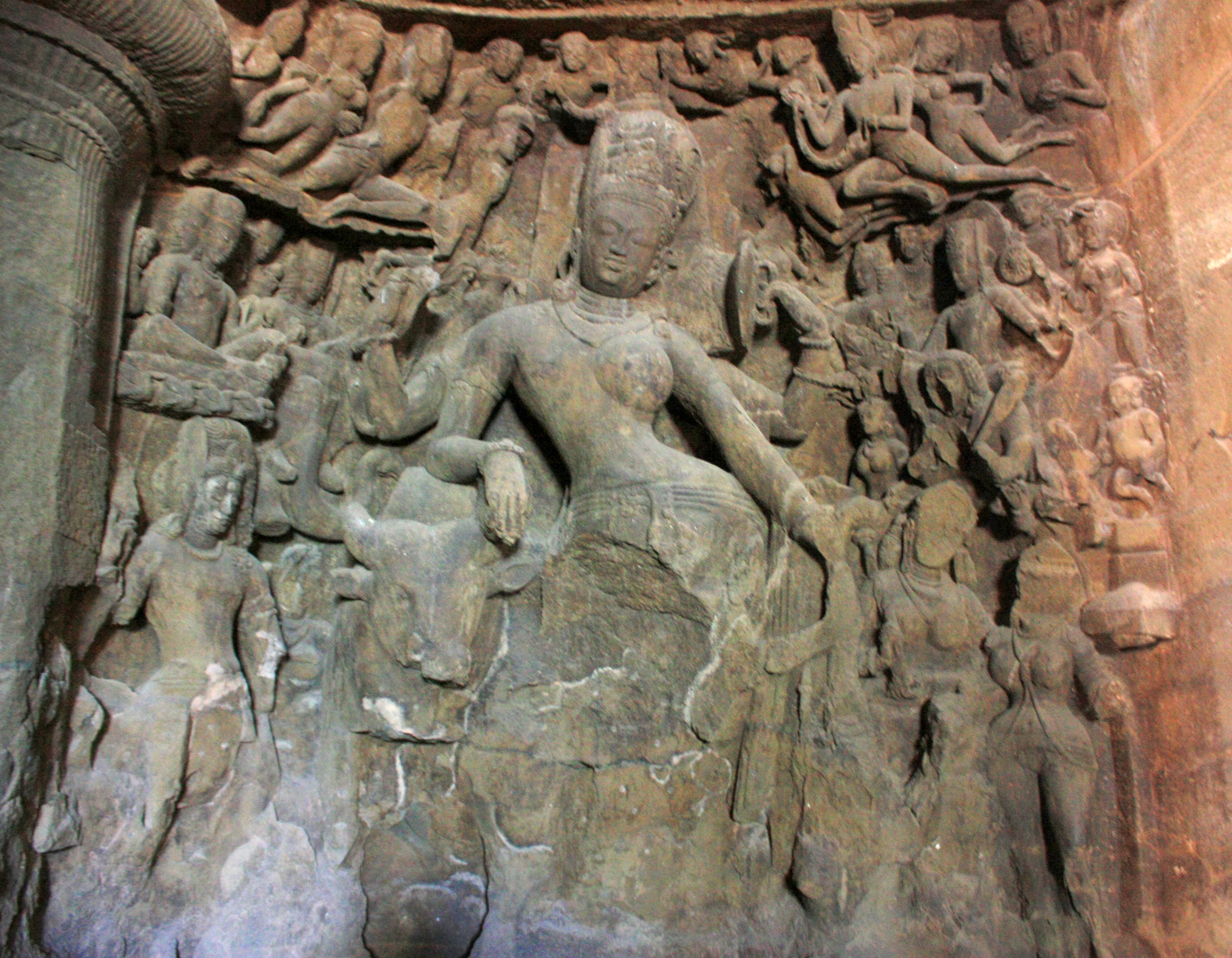
Escultures a les coves
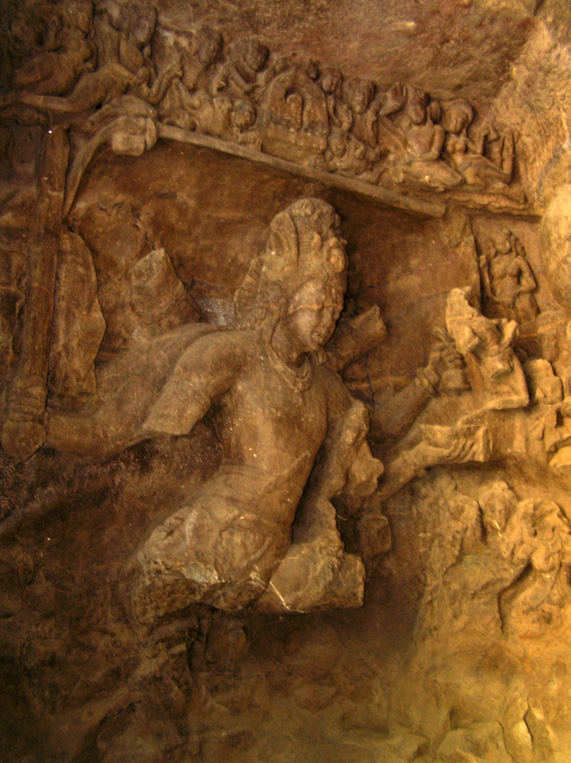
Escultures a les coves
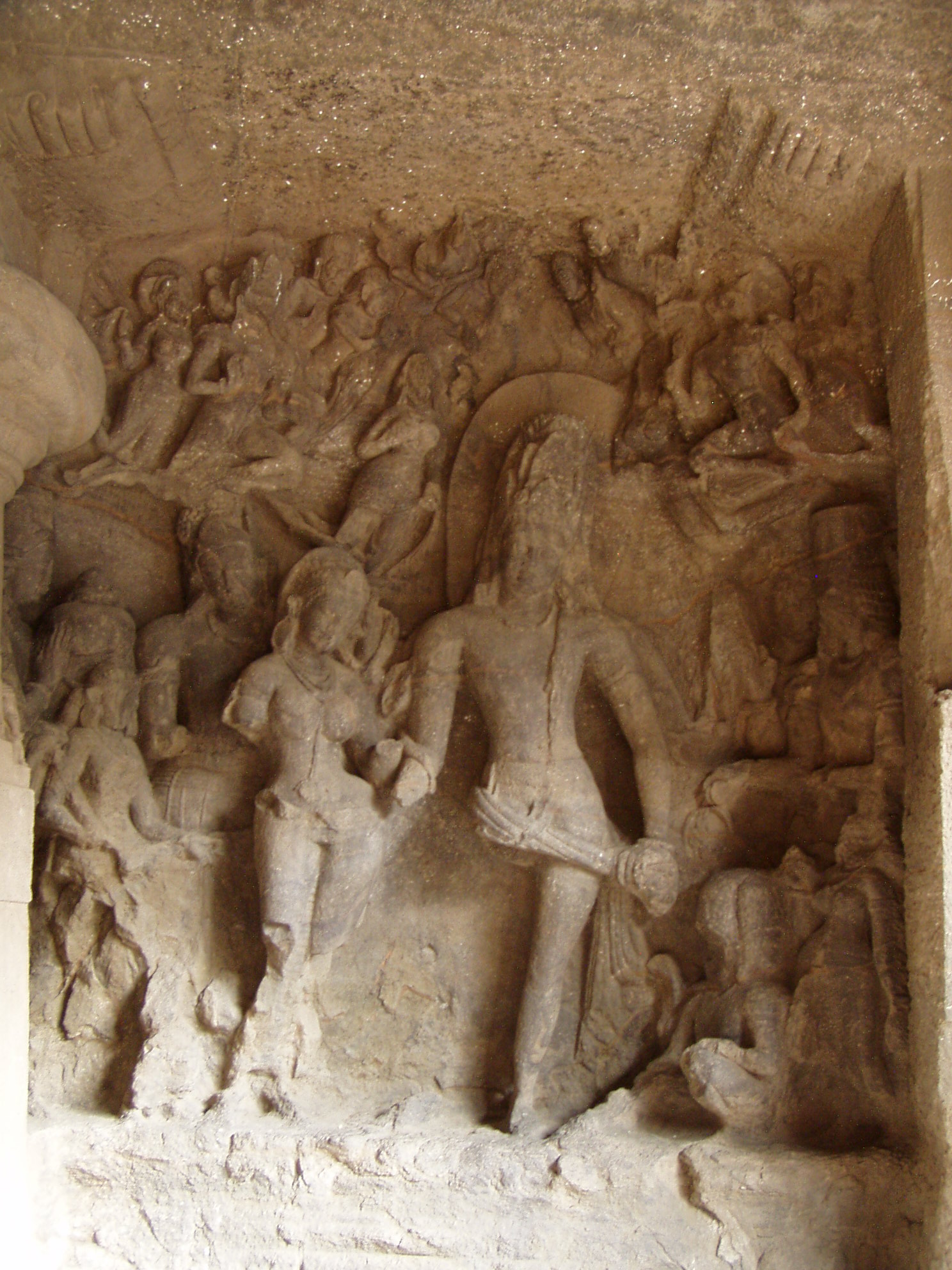
Escultures a les coves
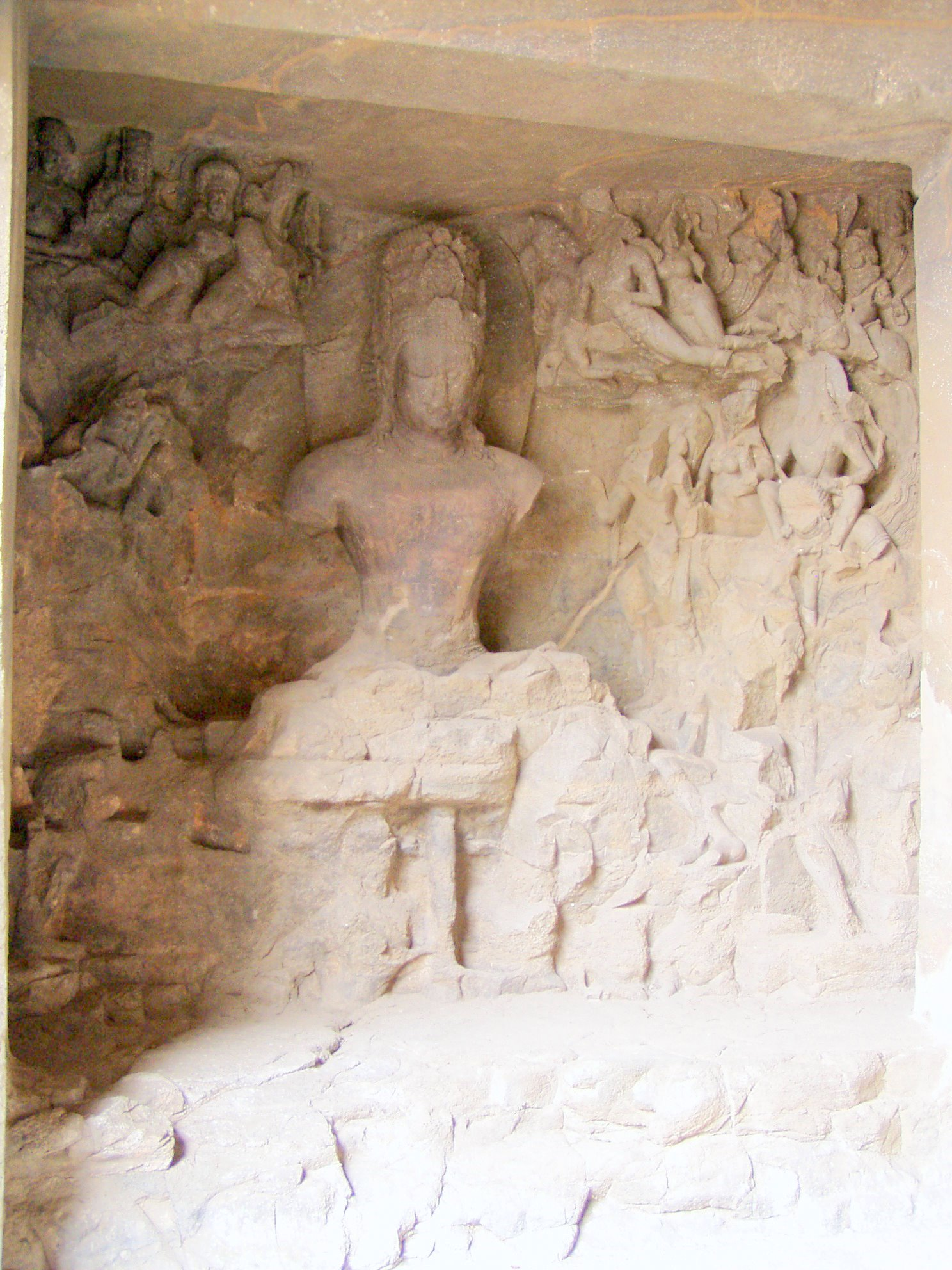
Escultures a les coves
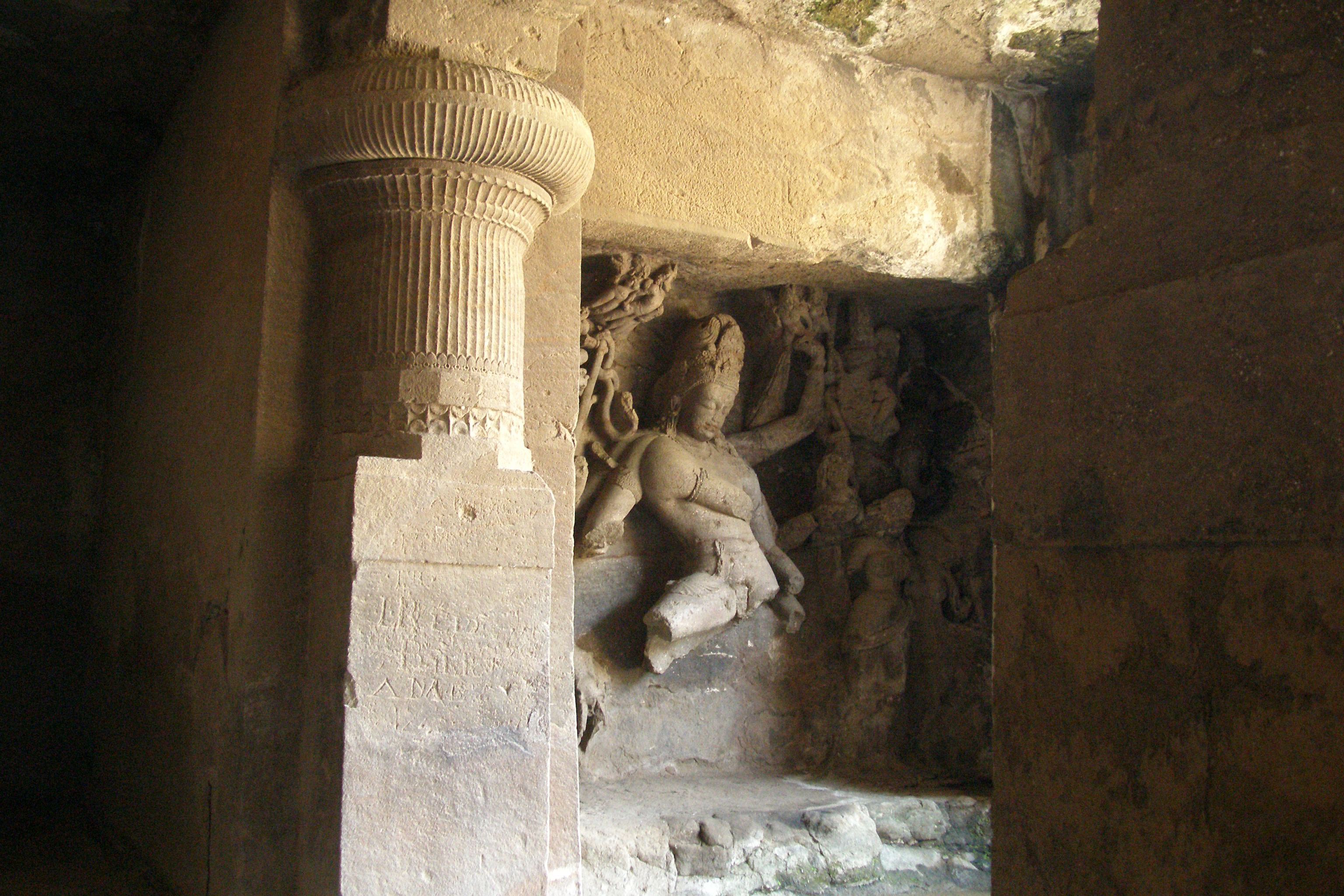
Escultures a les coves
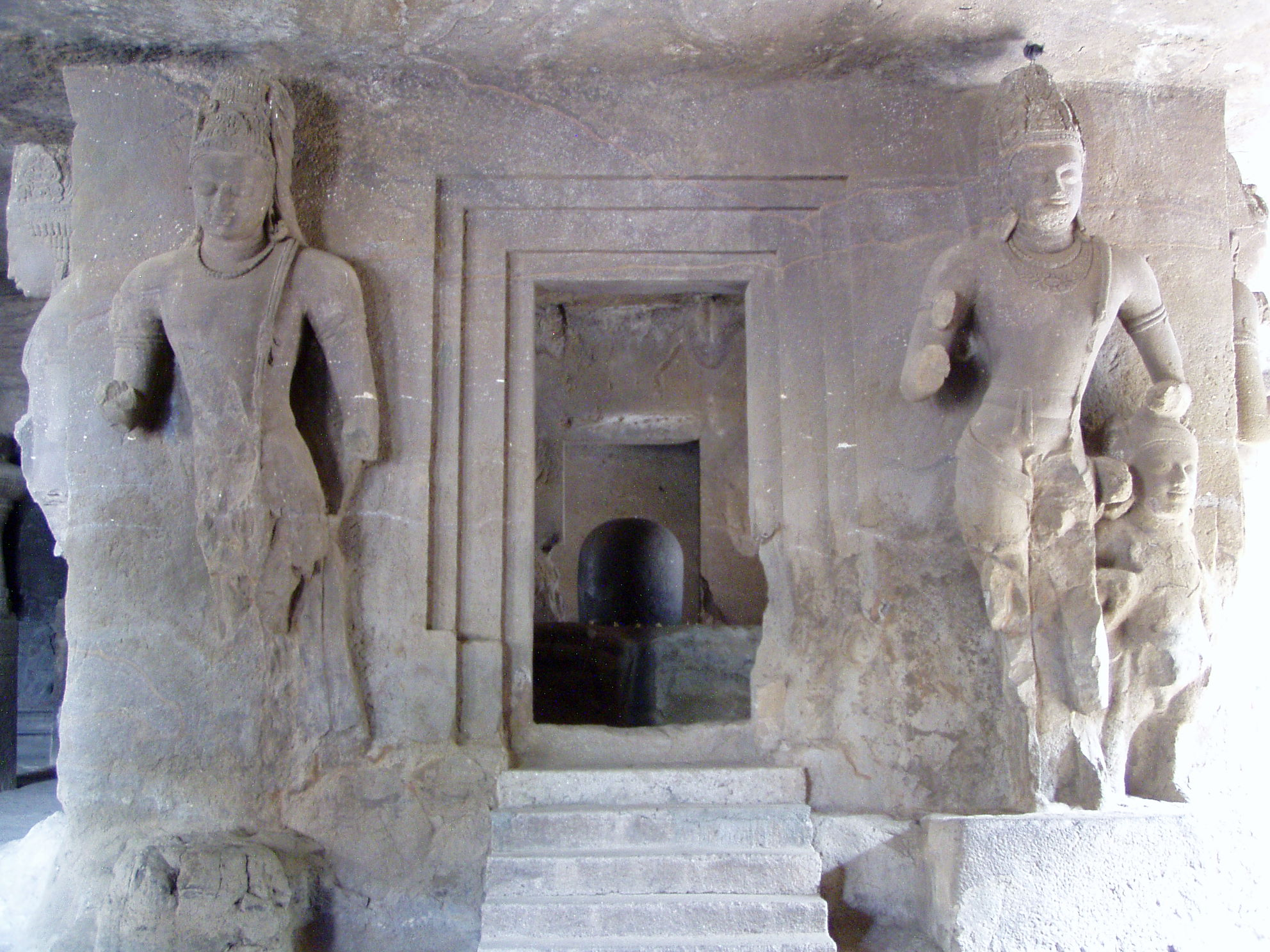
Escultures a les coves
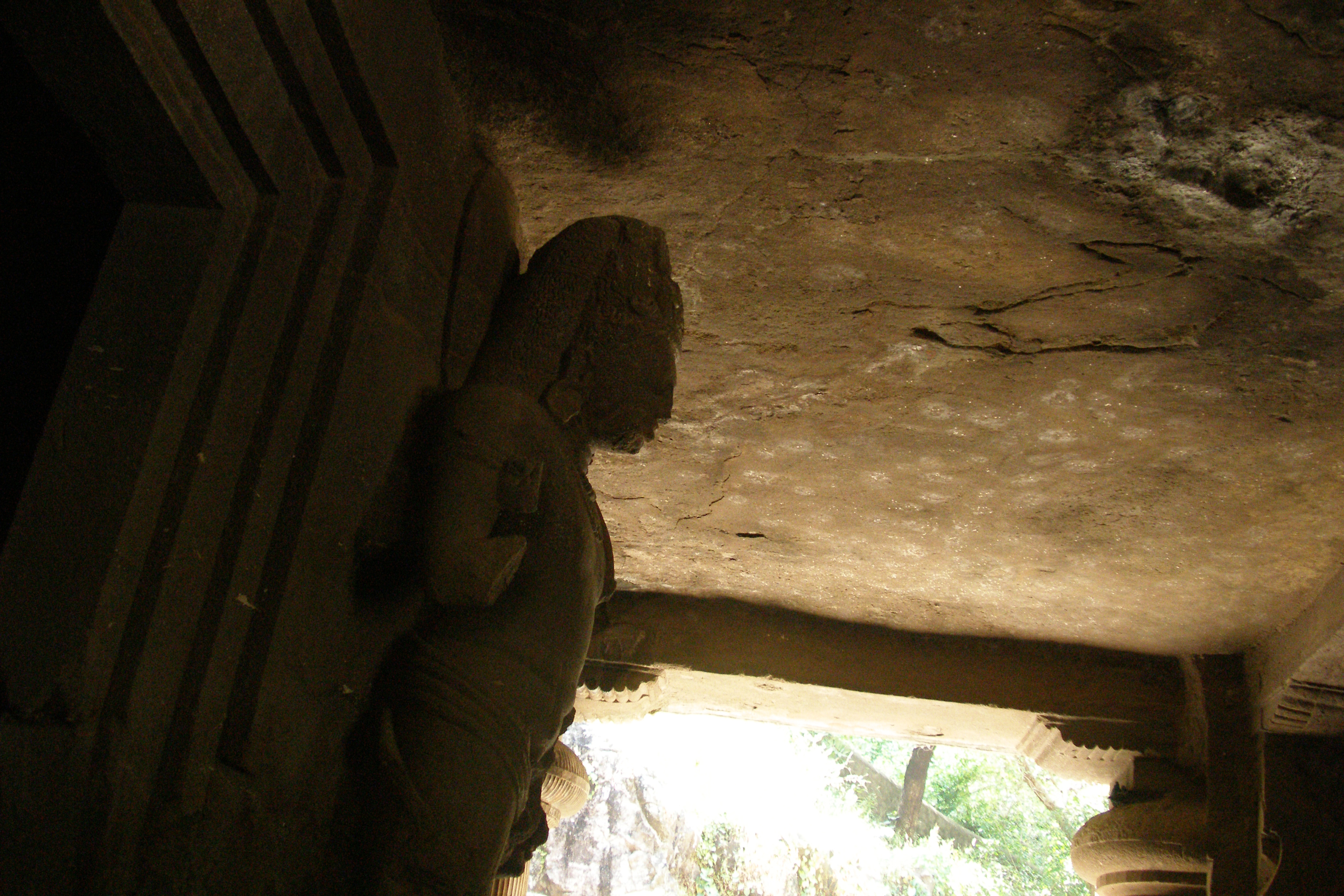
Escultures a les coves
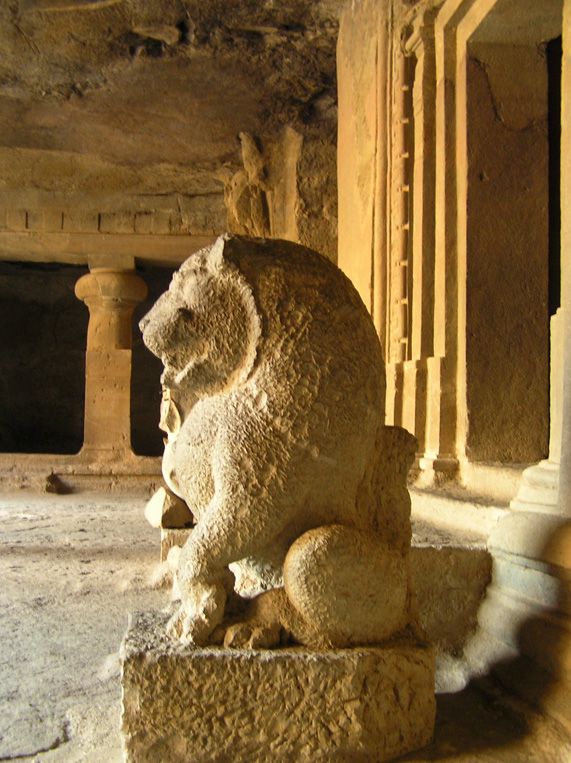
Cova adjacent a la gran cova
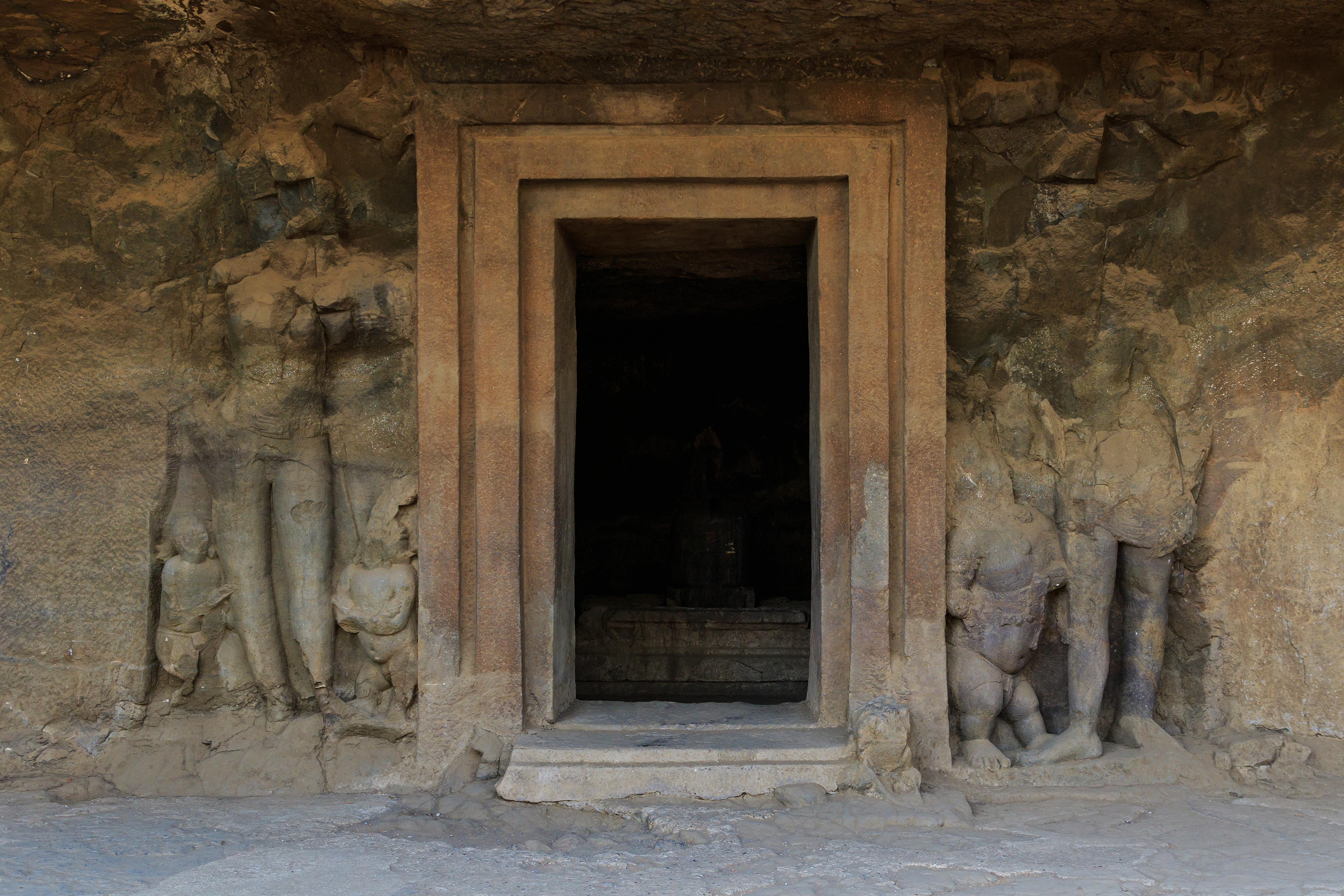
Una de les altres coves
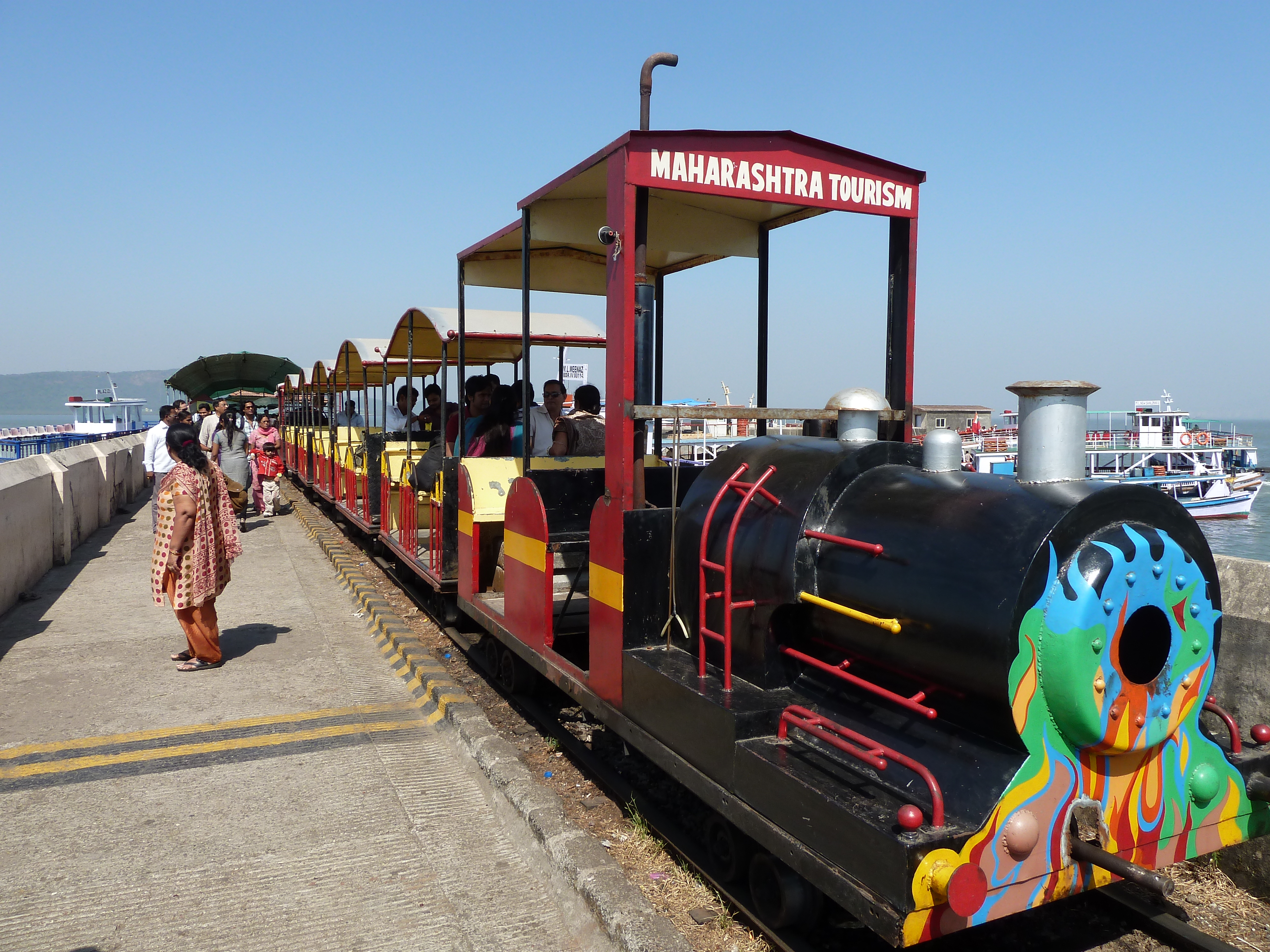
Tren de joguina de la platja a les coves d'Elefanta